# BMW G32
Der BMW 6er Gran Turismo (kurz BMW 6er GT; interne Bezeichnung G32) ist eine zwischen 2017 und 2023 angebotene Schräghecklimousine von BMW. Er wird wie das Vorgängermodell BMW 5er Gran Turismo allgemein der Oberen Mittelklasse zugeordnet, von BMW jedoch als Oberklasse-Fahrzeug bezeichnet. Der 6er GT basiert auf der BMW-CLAR-Plattform.

## Modellgeschichte

### Allgemeines
BMW stellte das Modell am 14. Juni 2017 vor, zeigte es formal erstmals öffentlich auf der IAA 2017 und brachte ihn im November 2017 auf den Markt.
Technisch stammt der 6er GT vom 5er der Baureihe G30 ab, hat aber rahmenlose Seitenfenster sowie 40 Liter und bei umgeklappter Rückbanklehne 110 Liter mehr Kofferraum als die 5er-Kombiversion Touring (G31).
Eine überarbeitete Version der Baureihe präsentierte BMW am 27. Mai 2020. Im Juli 2020 kam sie in den Handel. Gebaut wurde der 6er bis Herbst 2023 im bayerischen Werk Dingolfing.

### Karosserie
Das Gewicht konnte durch Einsatz von hochfesten Stählen und Aluminium gegenüber dem Vorgänger (je nach Ausstattung) bis zu 150 kg, die Höhe um 21 mm verringert werden; damit einher geht ein niedrigerer Schwerpunkt. Darüber hinaus wurde die Ladekante über 5 cm niedriger. Für den BMW 6er GT wird ein cw-Wert zwischen 0,25 (630d GT, 620d GT) und 0,27 (640i xDrive GT, 640d xDrive GT) bei einer Stirnfläche von 2,54 m² genannt; exemplarischer Vergleich: Die Stirnfläche des VW Golf VII beträgt 2,19 m².

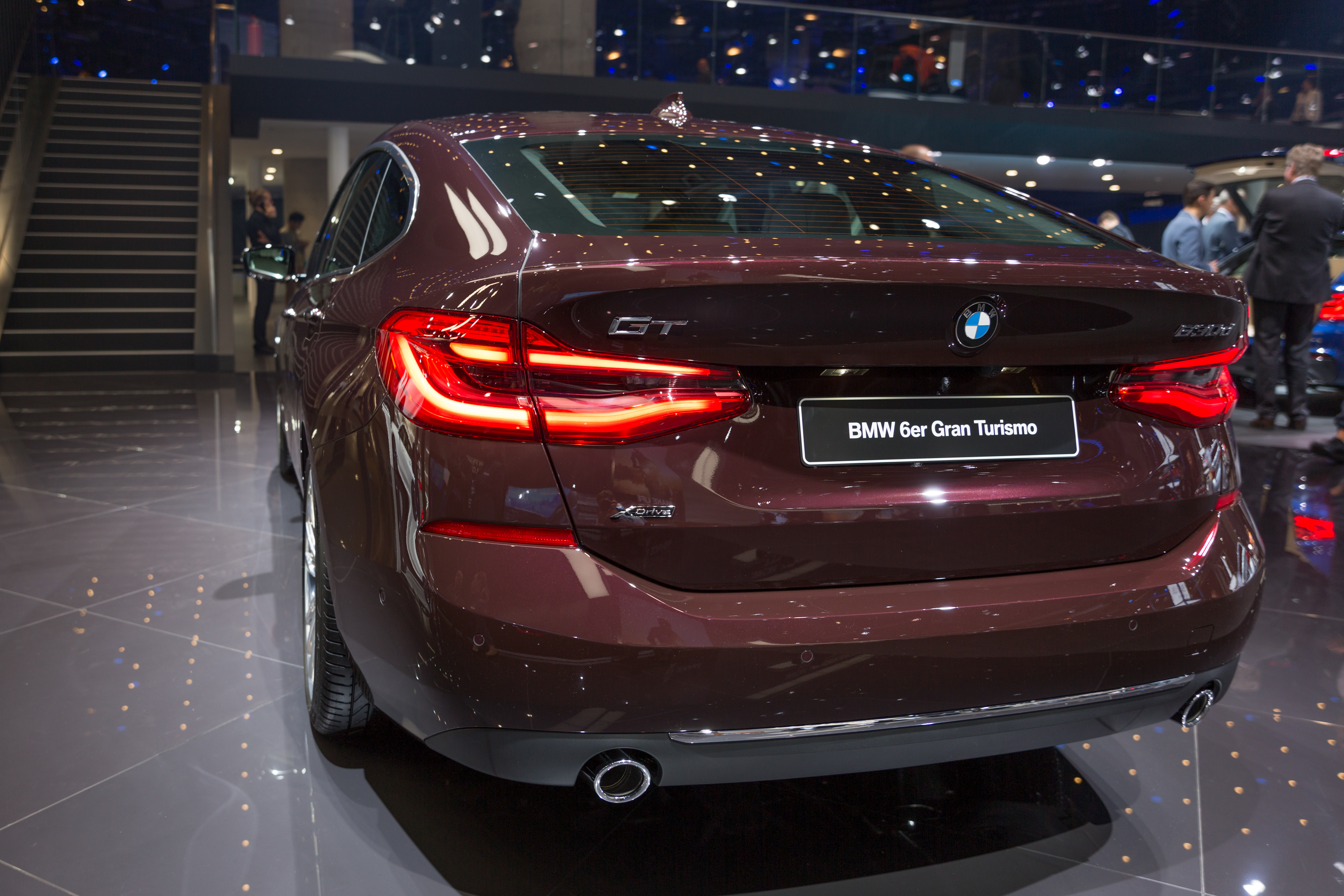
Heckansicht
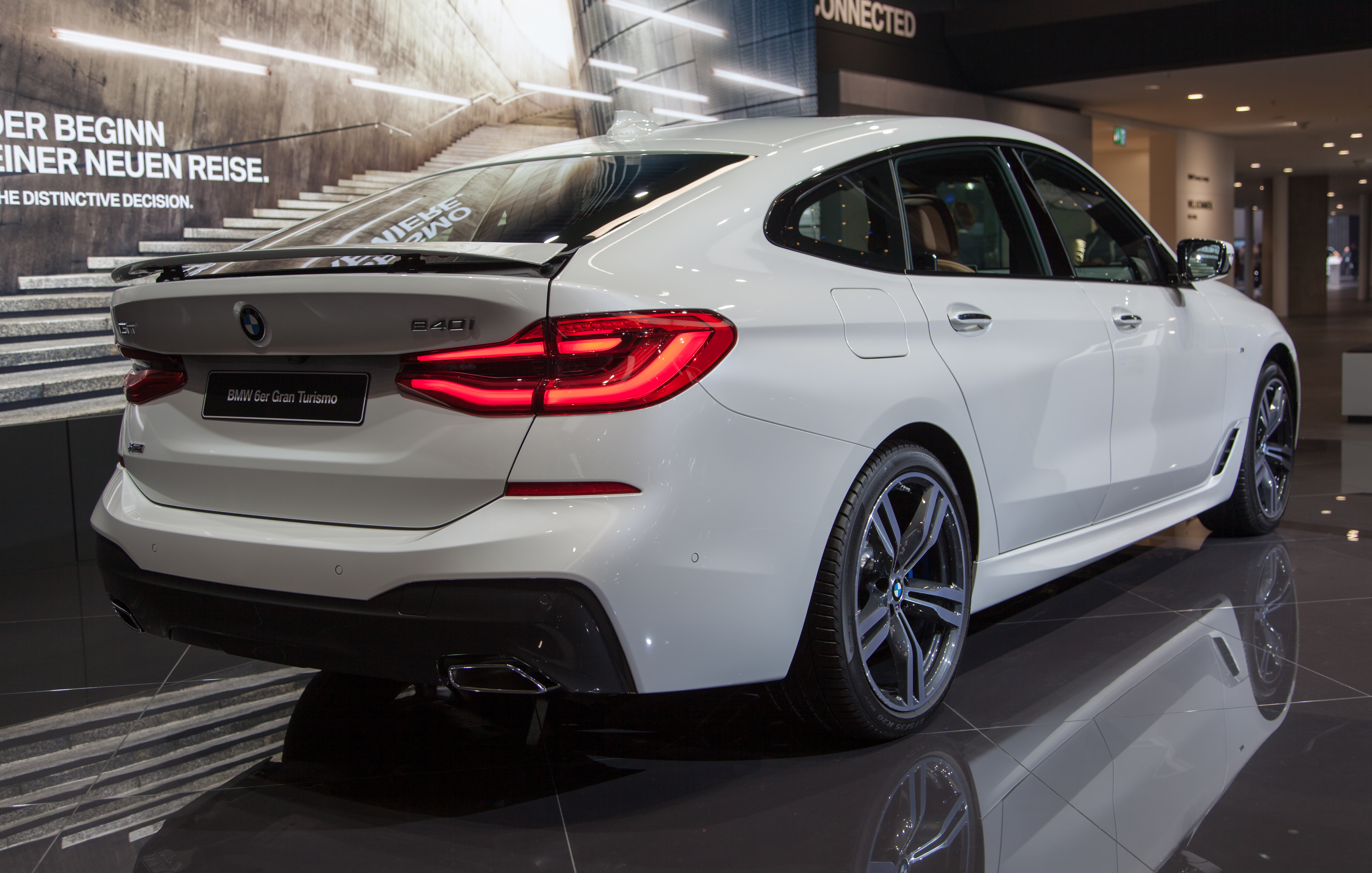
Heckseitenansicht mit hochgefahrenem Spoiler
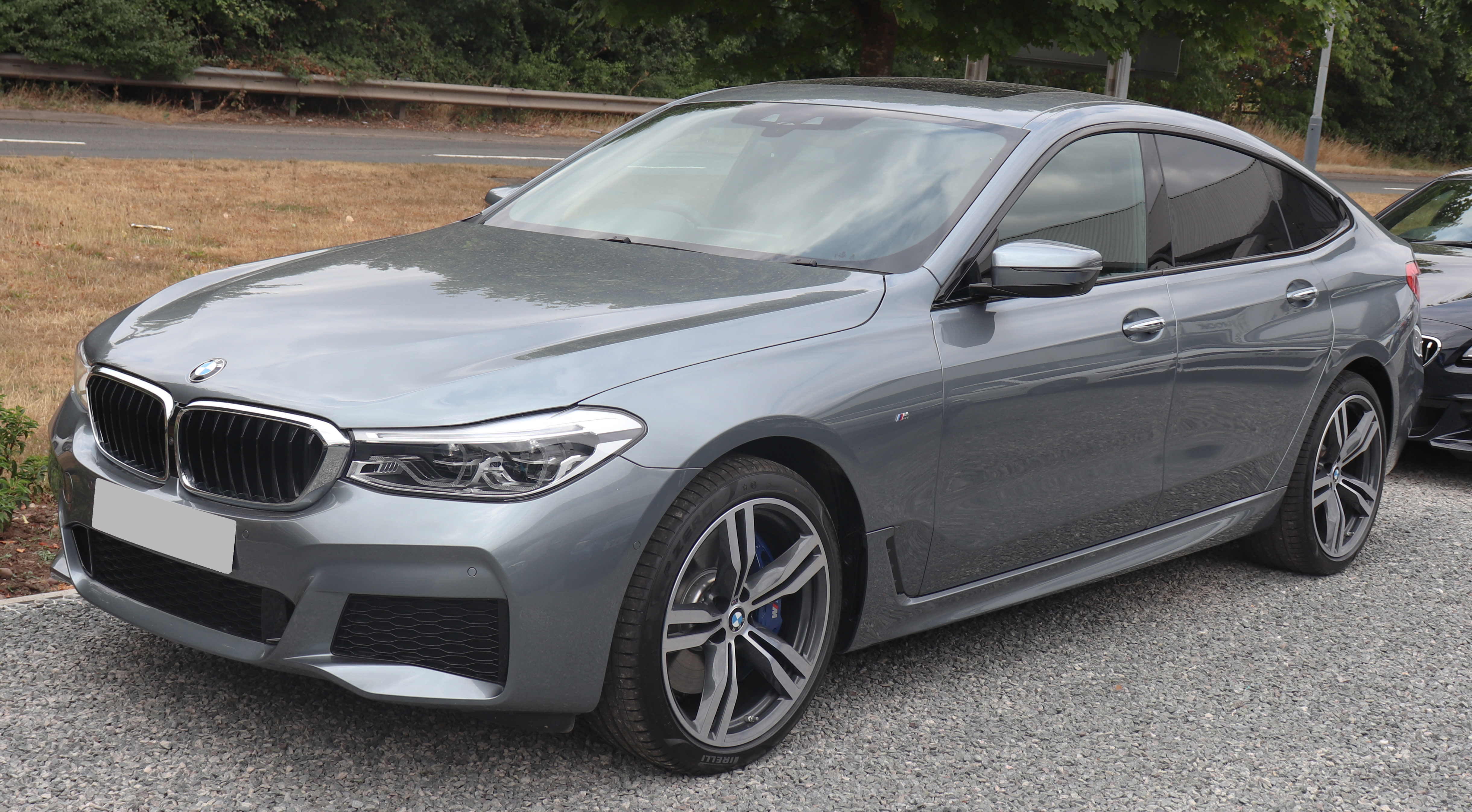
2018 BMW 630d GT M Sport
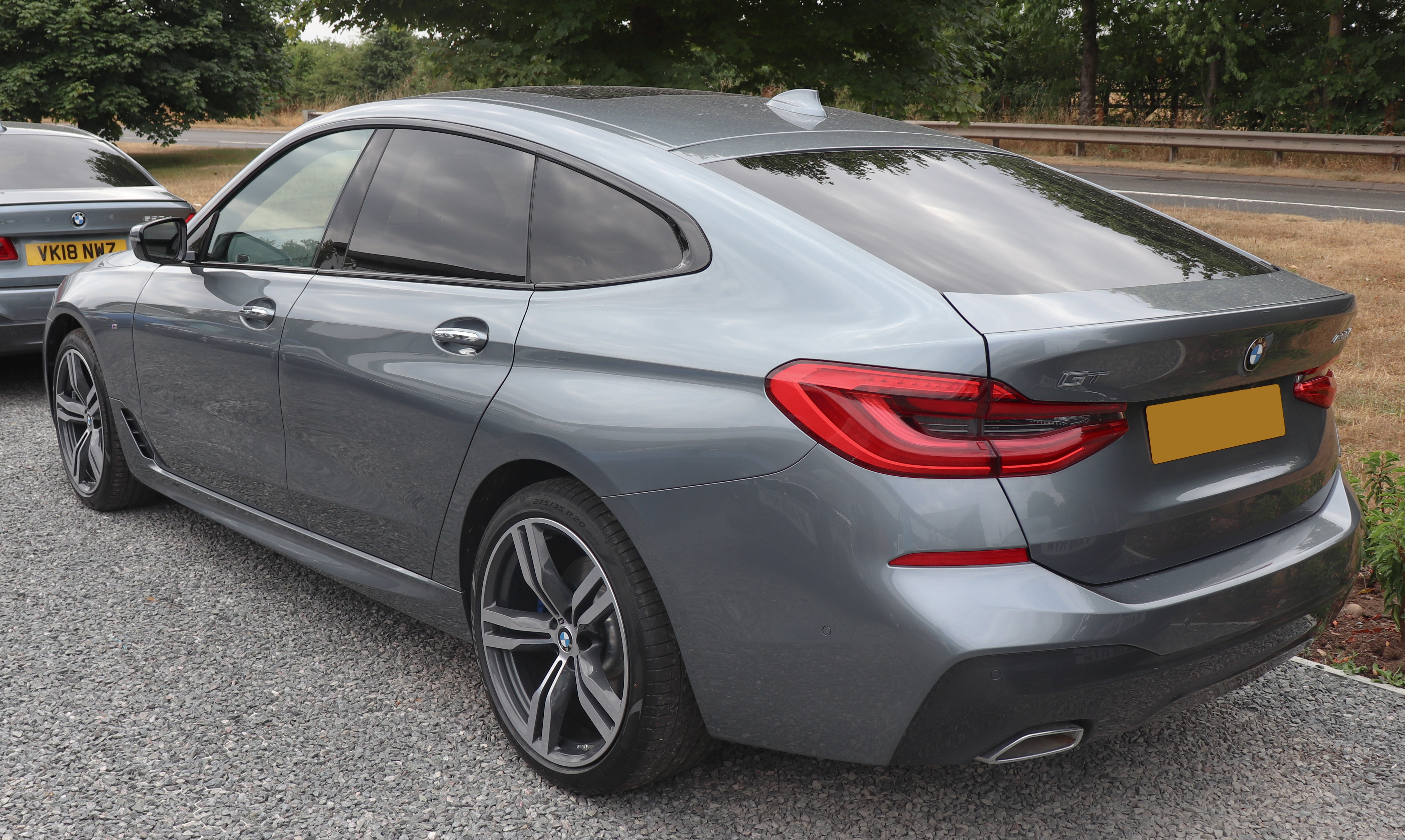
2018 BMW 630d GT M Sport
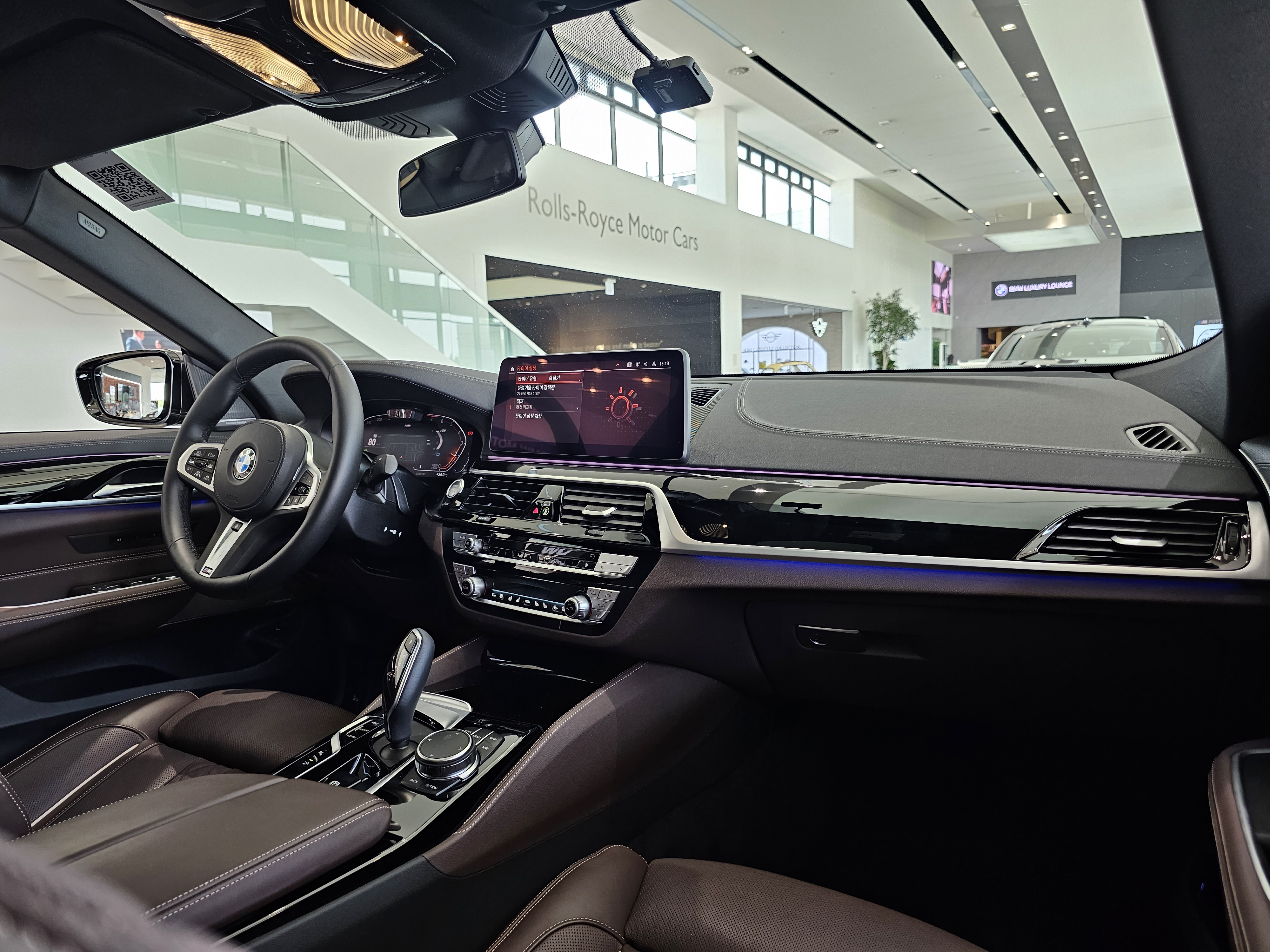
Interieur

### Fahrwerk
Für beide Achsen wird auch Aluminium eingesetzt. Die Hinterachse ist eine doppel-elastisch gelagerte Fünflenkerachse; dabei hat das Fahrzeug serienmäßig eine Niveauregulierung und Luftfederung für die hintere Achse, gegen Mehrpreis auch die adaptive 2-achsige Luftfederung, die bei entsprechender Ausstattung Navigationsdaten verwendet;  auf Wunsch ist es mit Hinterachslenkung erhältlich. Alle Räder werden mit belüfteten Scheibenbremsen gebremst, wobei die vorderen Vierkolben-, die  hinteren Einkolben-Festbremssättel haben; von 100 auf 0 km/h wurden Bremswege von 32,2 m gemessen.

### Antrieb
Zur Markteinführung war der 6er Gran Turismo in drei Motorvarianten erhältlich: Zwei turbogeladene Ottomotoren mit 2,0 Liter bzw. 3,0 Liter Hubraum und ein 3,0-Liter-Dieselmotor. Die 3,0-Liter-Motoren sind Reihensechszylinder-Motoren und auch in der Allradversion xDrive erhältlich. Ab August 2018 war er auch mit einem 2,0-Liter-Reihenvierzylinder-Dieselmotor erhältlich; bei diesem Motor wird als Beschleunigungszeit von 0 auf 100 km/h 7,9 Sekunden angegeben, der kombinierte Kraftstoff-Normverbrauch mit 4,8–4,9 l/100 km.

## Technische Daten
|                                                                  | 630i Gran Turismo          | 630i Gran Turismo          | 630i Gran Turismo          | 640i Gran Turismo / 640i xDrive Gran Turismo | 640i Gran Turismo / 640i xDrive Gran Turismo | 620d Gran Turismo                               | 620d Gran Turismo                               | 630d Gran Turismo / 630d xDrive Gran Turismo    | 630d Gran Turismo / 630d xDrive Gran Turismo    | 640d xDrive Gran Turismo                        | 640d xDrive Gran Turismo                        |
| ---------------------------------------------------------------- | -------------------------- | -------------------------- | -------------------------- | -------------------------------------------- | -------------------------------------------- | ----------------------------------------------- | ----------------------------------------------- | ----------------------------------------------- | ----------------------------------------------- | ----------------------------------------------- | ----------------------------------------------- |
| Motor                                                            | Ottomotor                  | Ottomotor                  | Ottomotor                  | Ottomotor                                    | Ottomotor                                    | Dieselmotor                                     | Dieselmotor                                     | Dieselmotor                                     | Dieselmotor                                     | Dieselmotor                                     | Dieselmotor                                     |
| Bauzeitraum                                                      | 07/2022–10/2023            | 11/2017–06/2020            | 07/2020–06/2022            | 11/2017–06/2020                              | 07/2020–10/2023                              | 07/2018–06/2020                                 | 07/2020–10/2023                                 | 11/2017–06/2020                                 | 07/2020–10/2023                                 | 11/2017–06/2020                                 | 07/2020–10/2023                                 |
| Motorbauart                                                      | R4                         | R4                         | R4                         | R6                                           | R6                                           | R4                                              | R4                                              | R6                                              | R6                                              | R6                                              | R6                                              |
| Gemischaufbereitung                                              | Benzindirekteinspritzung   | Benzindirekteinspritzung   | Benzindirekteinspritzung   | Benzindirekteinspritzung                     | Benzindirekteinspritzung                     | Common-Rail-Direkteinspritzung                  | Common-Rail-Direkteinspritzung                  | Common-Rail-Direkteinspritzung                  | Common-Rail-Direkteinspritzung                  | Common-Rail-Direkteinspritzung                  | Common-Rail-Direkteinspritzung                  |
| Aufladung                                                        | Abgasturbolader            | Abgasturbolader            | Abgasturbolader            | Abgasturbolader                              | Abgasturbolader                              | Abgasturbolader mit variabler Turbinengeometrie | Abgasturbolader mit variabler Turbinengeometrie | Abgasturbolader mit variabler Turbinengeometrie | Abgasturbolader mit variabler Turbinengeometrie | Abgasturbolader mit variabler Turbinengeometrie | Abgasturbolader mit variabler Turbinengeometrie |
| Ventilsteuerung                                                  | DOHC                       | DOHC                       | DOHC                       | DOHC                                         | DOHC                                         | DOHC                                            | DOHC                                            | DOHC                                            | DOHC                                            | DOHC                                            | DOHC                                            |
| Ventilhubverstellung                                             | Valvetronic                | Valvetronic                | Valvetronic                | Valvetronic                                  | Valvetronic                                  |                                                 |                                                 |                                                 |                                                 |                                                 |                                                 |
| Motortyp                                                         | B48B20                     | B48B20                     | B48B20                     | B58B30                                       | B58B30                                       | B47D20                                          | B47D20                                          | B57D30                                          | B57D30                                          | B57D30                                          | B57D30                                          |
| Hubraum                                                          | 1998 cm³                   | 1998 cm³                   | 1998 cm³                   | 2998 cm³                                     | 2998 cm³                                     | 1995 cm³                                        | 1995 cm³                                        | 2993 cm³                                        | 2993 cm³                                        | 2993 cm³                                        | 2993 cm³                                        |
| max. Leistung bei 1/min                                          | 180 kW (245 PS)/ 4500–6500 | 190 kW (258 PS)/ 5000–6500 | 190 kW (258 PS)/ 5000–6500 | 250 kW (340 PS)/ 5500–6500                   | 245 kW (333 PS)/ 5500–6250                   | 140 kW (190 PS)/ 4000                           | 140 kW (190 PS)/ 4000                           | 195 kW (265 PS)/ 4000                           | 210 kW (286 PS)/ 4000                           | 235 kW (320 PS)/ 4400                           | 250 kW (340 PS)/ 4400                           |
| max. Drehmoment bei 1/min                                        | 400 Nm/ 1600–4000          | 400 Nm/ 1750–2500          | 400 Nm/ 1750–2500          | 450 Nm/ 1380–5200                            | 450 Nm/ 1600–4800                            | 400 Nm/ 1750–2500                               | 400 Nm/ 1750–2500                               | 620 Nm/ 2000–2500                               | 650 Nm/ 1500–2500                               | 680 Nm/ 1750–2250                               | 700 Nm/ 1750–2250                               |
| Getriebe, serienmäßig                                            | 8-Stufen-Automatikgetriebe | 8-Stufen-Automatikgetriebe | 8-Stufen-Automatikgetriebe | 8-Stufen-Automatikgetriebe                   | 8-Stufen-Automatikgetriebe                   | 8-Stufen-Automatikgetriebe                      | 8-Stufen-Automatikgetriebe                      | 8-Stufen-Automatikgetriebe                      | 8-Stufen-Automatikgetriebe                      | 8-Stufen-Automatikgetriebe                      | 8-Stufen-Automatikgetriebe                      |
| Getriebe, optional                                               | —                          | —                          | —                          | —                                            | —                                            | —                                               | —                                               | —                                               | —                                               | —                                               | —                                               |
| Antrieb, serienmäßig                                             | Hinterradantrieb           | Hinterradantrieb           | Hinterradantrieb           | Hinterradantrieb                             | Hinterradantrieb                             | Hinterradantrieb                                | Hinterradantrieb                                | Hinterradantrieb                                | Hinterradantrieb                                | Allradantrieb                                   | Allradantrieb                                   |
| Antrieb, optional                                                | —                          | —                          | —                          | [Allradantrieb]                              | [Allradantrieb]                              | —                                               | —                                               | [Allradantrieb]                                 | [Allradantrieb]                                 | —                                               | —                                               |
| Leergewicht nach EU in kg                                        | 1860                       | 1795                       | 1860                       | 1845 [1910]                                  | 1830 [1985]                                  | 1840                                            | 1910                                            | 1900 [1955]                                     | 2005 [2065]                                     | 2010                                            | 2085                                            |
| Beschleunigung, 0 bis 100 km/h in s                              | 6,7                        | 6,3                        | 6,5                        | 5,4 [5,3]                                    | 5,5 [5,4]                                    | 7,9                                             | 7,9                                             | 6,1 [6,0]                                       | 6,1 [5,9]                                       | 5,3                                             | 5,3                                             |
| Höchstgeschwindigkeit, km/h                                      | 250 (1)                    | 250 (1)                    | 250 (1)                    | 250 (1)                                      | 250 (1)                                      | 220                                             | 220                                             | 250 (1)                                         | 250 (1)                                         | 250 (1)                                         | 250 (1)                                         |
| Kraftstoffverbrauch, nach EWG-Richtlinie, kombiniert in l/100 km | 7,1–7,9                    | 6,2–6,7                    | 5,9–6,1                    | 7,0–7,7 [7,7–8,2]                            | 6,8–7,0 [7,2–7,4]                            | 4,8–4,9                                         | 4,4–4,6                                         | 5,5–5,8 [5,7–5,9]                               | 4,9–5,0 [5,1–5,3]                               | 5,9–6,1                                         | 5,4–5,6                                         |
| CO2-Emission, kombiniert in g/km                                 | 160–179                    | 142–153                    | 135–139                    | 159–176 [177–187]                            | 155–160 [166–170]                            | 127–129                                         | 116–120                                         | 146–152 [151–156]                               | 128–133 [135–140]                               | 155–161                                         | 141–147                                         |
| Abgasnorm nach EU-Klassifikation                                 | Euro 6d                    | Euro 6 / Euro 6d-TEMP (2)  | Euro 6d                    | Euro 6 / Euro 6d-TEMP (2)                    | Euro 6d                                      | Euro 6d-TEMP                                    | Euro 6d                                         | Euro 6 / Euro 6d-TEMP (3)                       | Euro 6d                                         | Euro 6 / Euro 6d-TEMP (3)                       | Euro 6d                                         |

- Werte in [ ] gelten für Modelle mit optionalem Antrieb